# Хаас, Йозеф
Йозеф Хаас (нем. Josef Haas; 3 августа 1937, Марбах — 18 января 2024, Марбах, Люцерн) — швейцарский лыжник, призёр Олимпийских игр в Гренобле.
На Олимпиаде-1968 в Гренобле завоевал бронзу в гонке на 50 км, кроме того занял 18-е место в гонке на 15 км и 5-е место в эстафете.
Лучший результат на чемпионатах мира — 6-е место в эстафете на чемпионат мира-1966 в Осло.
В 1968 году был признан в Швейцарии спортсменом года.